# Schellak

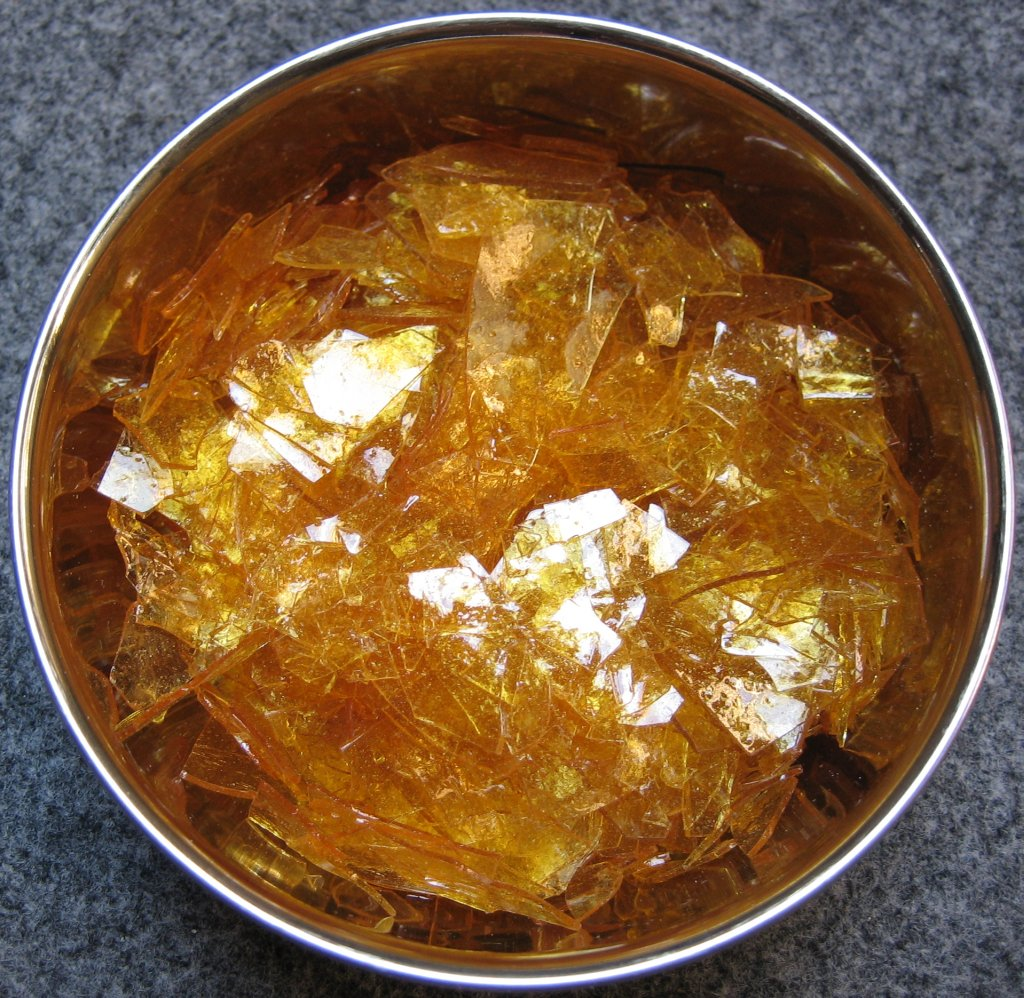
Gebroken stukjes schellak

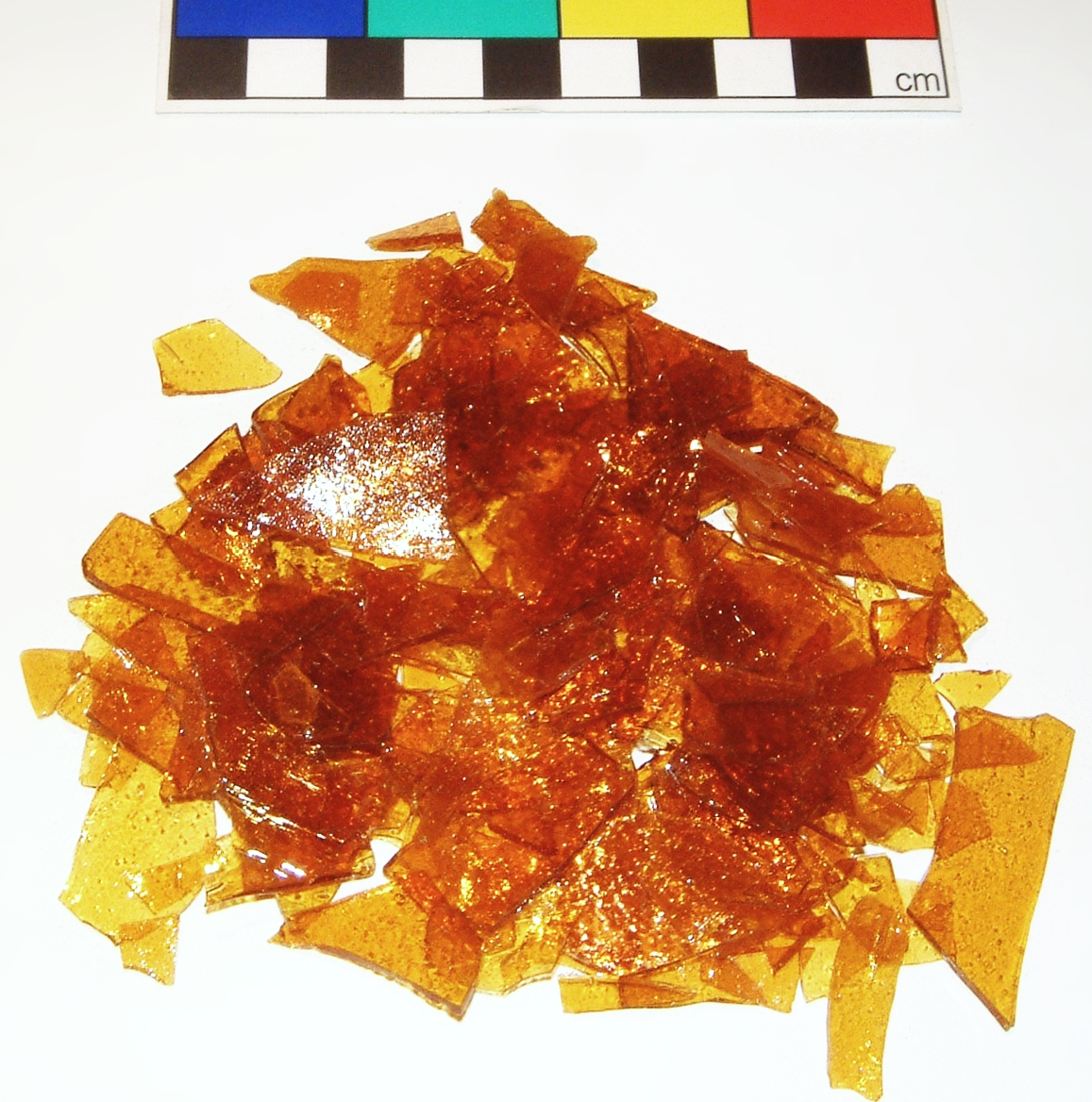
Blonde schellak.

Schellak is een materiaal, gewonnen uit de afscheiding van bepaalde luizen, dat vele toepassingen kent. Het werd onder meer gebruikt voor het vervaardigen van 78-toeren grammofoonplaten, lakzegels, als afdichtingsmiddel in de houtbewerking en voedingsnijverheid, bij het maken van hoeden en watervaste inkten en als isolatielaagje voor koperdraad van transformatoren en smoorspoelen. Het wordt nog steeds gebruikt als basis voor de waslaag die op citroenen gespoten wordt, als blinkende laag op bepaalde soorten snoep en in de farmaceutische industrie.

## Eigenschappen
De grondstof wordt gewonnen als het harsachtige afscheidingsproduct van de kleine lakschildluis (Coccus lacca of de commercieel gekweekte soort Laccifer lacca), een boomluis die voornamelijk voorkomt op diverse boomsoorten in India en omringende landen. De schellak wordt van de boomtakken geschraapt en gedroogd. Eventueel wordt het gefilterd door het te verwarmen en door een doek van bijvoorbeeld jute te laten lekken. Het wordt verhandeld in tabletten of schilfers in verscheidene kleurgradaties van blond (gezuiverd) tot donker. Bij verwerking is het op zich niet giftig, maar de alcohol waarin het opgelost wordt, kan dat wel zijn. Het oplossen van schellak duurt, afhankelijk van de mate van fijnverdeeldheid van de droge stof, van de temperatuur en van hoe intensief er geschud of geroerd wordt, één tot 24 uur.
Schellak is een thermoplastisch materiaal, wat wil zeggen dat het zacht wordt bij verwarming. In gesmolten toestand kan schellak vermengd worden met een vulmateriaal (zoals houtpoeder of een minerale vulstof) en, onder invloed van druk en temperatuur, in een vorm geperst worden.

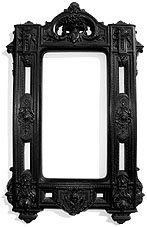
19e-eeuwse fotolijst van Bois Durci.

## Toepassingen
Sinds de tweede helft van de 16e eeuw werd schellak gebruikt voor het vervaardigen van lakzegels. De schellak werd door de Portugezen vanuit Oost-Indië naar Europa meegebracht en de zegellak werd daarom ook wel Spaanse was genoemd. Vóór die tijd werden zegels namelijk bijna altijd vervaardigd van was.
In de negentiende eeuw werden van schellak op deze manier allerlei voorwerpen gemaakt, in de beginperiode van de fotografie bijvoorbeeld kaders om Daguerreotypieën en ambrotypes in te plaatsen. Later werden verschillende mineralen als vulstof aan de schellak toegevoegd om de eigenschappen te veranderen. Zo werden vanaf het begin van de platenindustrie, ca. 1895, tot ca. 1962 78 toeren grammofoonplaten uit voornamelijk schellak geperst. Deze zijn erg breekbaar.
Schellak (stoklak) is het hoofdbestanddeel in politoer en wordt ook gebruikt om beukenhout te bewerken, zodat het geschikt is als isolatiesteun in elektrische schakelborden en dan resarm wordt genoemd. Het werd ook wel gebruikt als isolatiemateriaal voor elektriciteitsdraden. Een voorbeeld is een transformator, waarbij de draad strak moet worden opgewikkeld met een zo dun mogelijke afscheiding ertussen (impregneren). Hiervoor werd schellak gebruikt omdat het ook in kleine hoeveelheden al een zeer goede elektrische isolatie biedt.
Fossielen verbrokkelen soms door blootstelling aan lucht, temperatuurveranderingen en vochtigheid. Om ze hiertegen te beschermen, kunnen ze gedrenkt worden in een mengsel van alcohol en schellak, waarna ze een bruine kleur krijgen. Een voorbeeld hiervan zijn de Iguanodons van Bernissart, die staan opgesteld in het Koninklijk Belgisch Instituut voor Natuurwetenschappen in Brussel.
In de horloge-industrie wordt schellak onder andere gebruikt voor het fixeren van de ankerstenen op het anker, terwijl bij blaasinstrumenten de polsters in de kleppen worden gemonteerd met behulp van schellak. De lak wordt vaak als vernis gebruikt (politoer) bij de afwerking van duurdere klassieke gitaren.
In voedingsmiddelen is schellak bekend als E904: glansmiddel. Het wordt toegepast als waxcoating bij vruchten, bonbons en suikergoed.
In de farmaceutische industrie wordt schellak gebruikt om medicijnen maagzuur-resistent te maken en geschikt te maken voor vertraagde afgifte van de capsule-inhoud.
In onder andere de fijnmechanica wordt schellak gebruikt als markeervloeistof voor een hoger contrast op werkstukken.

## In de taal
Door het aanbrengen van een oppervlakkig laagje schellak kan aan zilver het aanzien van goud worden gegeven. Er wordt wel verondersteld dat hierin de oorsprong ligt van het woord "verlakken" in de zin van "bedriegen", maar deze afleiding wordt betwist. 

## Trivia
De Amerikaanse producers Steve Albini en Bob Weston noemden hun band Shellac (schellak) omdat zij aan de grammofoonplaat de voorkeur geven als geluidsdrager.